# Ганс Петер Міндергауд
Ганс Петер Міндергауд  (нід. Hans Peter Minderhoud, 7 жовтня 1973) — нідерландський вершник, олімпійський медаліст.

## Особисте життя
Міндергауд є геєм, має стосунки з одноклубником Едвардом Галом.

## Виступи на Олімпіадах
| Олімпіада  | Дисципліна        | Місце |
| ---------- | ----------------- | ----- |
| Пекін 2008 | виїздка, особисті | 5     |
| Пекін 2008 | виїздка, командні | 2     |